# Mann von Neu Versen

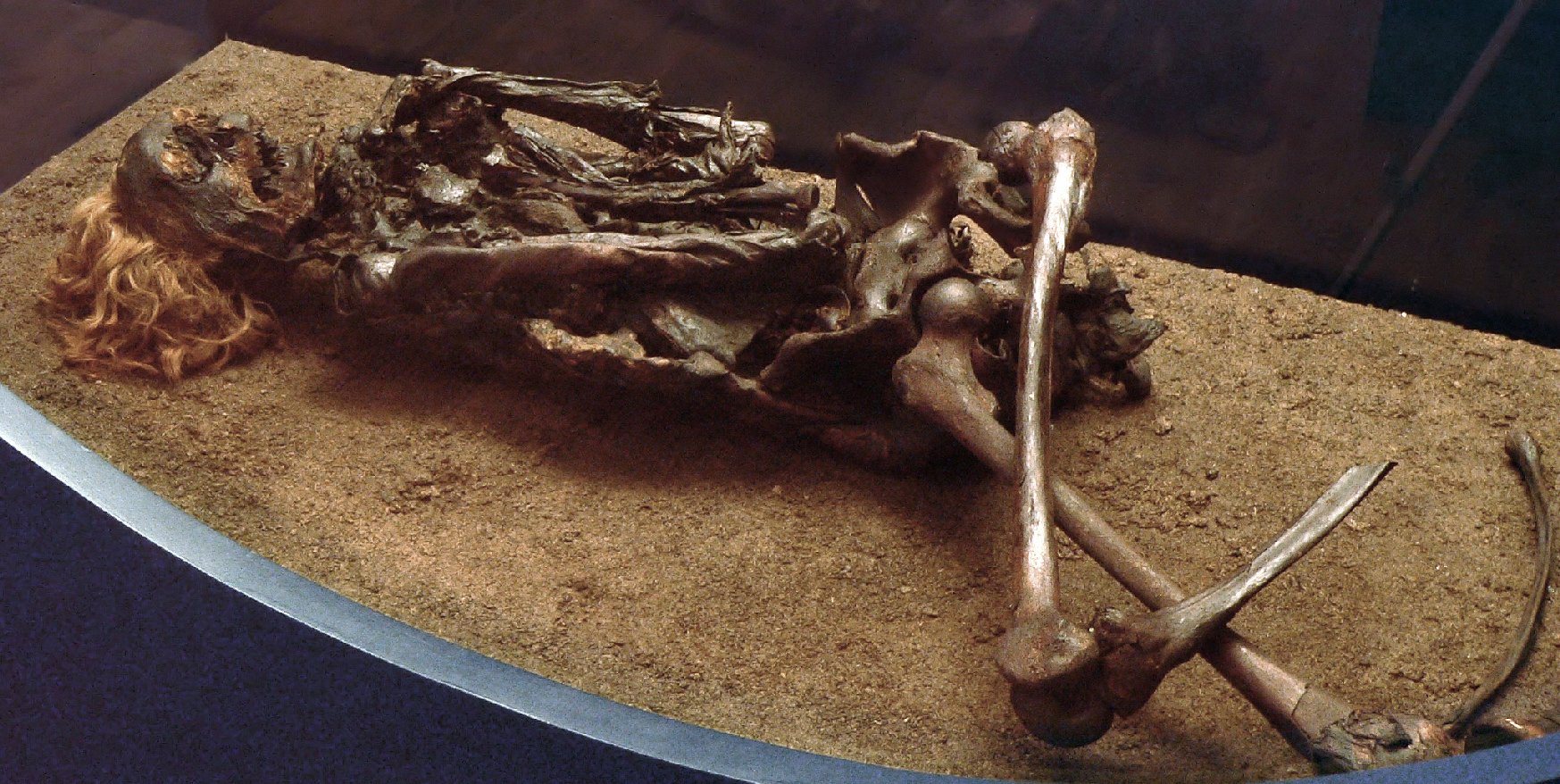
Mann von Neu Versen, ausgestellt im Niedersächsischen Landesmuseum

Der Mann von Neu Versen, auch Roter Franz genannt, ist eine eisenzeitliche Moorleiche, die 1900 nördlich von Neu Versen bei Meppen im Emsland im Bourtanger Moor gefunden wurde. Sie ist Niedersachsens bekannteste Moorleiche und ein Besuchermagnet im Niedersächsischen Landesmuseum in Hannover.

## Fundgeschichte
Der Mann von Neu Versen wurde von Bernard Herbers aus Versen am 8. Juni 1900 entdeckt, der zusammen mit seiner zehnjährigen Schwester Anna Helena den Torfstich für seine Eltern vorbereitete. Der Fundplatz lag im Bourtanger Moor, etwa 20 Minuten Fußmarsch nördlich der letzten Häuser von Neu Versen. Beim Abtragen der unbrauchbaren obersten Moorschicht stieß er mit seinem Spaten auf ein Hindernis. In der Annahme, es handele sich um eine Wurzel, stieß er den Spaten mehrfach nach und grub schließlich von Hand weiter. Als er in einer Tiefe von etwa 50 cm menschliche Überreste erkannte, entfernte er sich entsetzt. Laut einem Eintrag im Wesuwer Kirchenbuch wurde die noch relativ gut erhaltene Leiche geborgen, in einen Sarg gelegt und am 12. Juni auf dem Vorplatz, an der nördlichen Einfriedungsmauer des Friedhofes, auf ungeweihtem Boden bestattet. Konservator Reimers vom Provinzialmuseum Hannover erfuhr durch den Groß Fullener Forstrat Quaet-Faslem von diesem Fund. Er bat in einem Brief vom 17. Juni den Groß Fullener Moorvogt Barjenbruch um möglichst baldige Überstellung der kompletten Moorleiche, da sie für die Altertumsforschung sehr wichtig sei. Da Reimers nach längerer Zeit keine Antwort von Barjenbuch erhielt und um den Erhalt der Moorleiche fürchtete, wandte er sich in einem Brief am 23. Oktober an den Sanitätsrat Többen. Schließlich traf die Moorleiche am 16. November 1900, fünf Monate nach ihrer Entdeckung, im Museum ein. In seinem Begleitschreiben berichtete Többen, dass es vor Ort nicht näher genannte Schwierigkeiten gab, in den Besitz der Moorleiche zu gelangen und bat um Erstattung seiner Auslagen von 11 Mark.

Fundort: 52° 43′ 4,2″ N, 7° 9′ 5,1″ O
Etwa ein Jahr nach dem Fund wurde 1901 nur vier Meter entfernt ein Stück grünes Tuch gefunden, das nach Aussage des Gemeindevorstehers in der Größe einer zusammengerollten Pferdedecke glich. Da das Stoffstück aber verfallen war und man es nicht als wichtig erachtete, wurde es gleich wieder fort geworfen.

### Verwechslungen
Im Jahre 1909 versuchte Hans Hahne für seine Erstpublikation des Fundes, die Fundgeschichte der Moorleiche zu rekonstruieren. Dabei unterliefen ihm, wie auch einigen nachfolgenden Autoren, aufgrund unklarer Informationen der Vögte und Amtsärzte sowie einiger in Akten verlorener Notizen einige Verwechslungen mit der Fundgeschichte der Moorleichen von Landegge. Diese wurde am 6. Juni 1861 von Joh. Gerhard Klene aus Meppen gefunden und nach einer Leichenschau durch den Altharener Amtsvogt Münch wieder bestattet. Auch auf Nachfrage bei den beteiligten Findern, Vögten und Amtsärzten konnte Hahne die Fundgeschichte für die Erstpublikation der Moorleiche nicht genau ermitteln. Weitere Ungereimtheiten recherchierte Peter Pieper, nachdem er Hermann Herbers, den Sohn des Finders des „Roten Franz“ Bernhard Herbers befragte. Dieser berichtete, dass der damalige Stadtvogt Klene (namensgleich mit dem Finder der Moorleiche aus Landegge) die Überstellung der Moorleiche aus Neu Versen an das Provinzialmuseum veranlasst hätte. Zahlreiche dieser Ungereimtheiten konnte Sabine Eisenbeiß im Jahre 2001 bei der Neubearbeitung der Akten zu den Moorleichen im Museum jedoch auflösen.

## Verbleib
Der unter der Inventar-Nr. 17351 geführte Mann von Neu Versen wurde aufgrund seiner Popularität und seines Spitznamens „Roter Franz“ schnell zu einem der Besuchermagnete des Niedersächsischen Landesmuseums. Seit der Ankunft im damals noch hannöverschen Provinzialmuseum wurde die Moorleiche immer wieder mit den jeweils verfügbaren Methoden untersucht. Zuletzt geschah dies in den Jahren 2000 bis 2002 im Vorfeld der Wanderausstellung Der Tempel im Moor, in der zahlreiche Funde aus nordeuropäischen Mooren international gezeigt wurden. Für diese Ausstellung wurde auf Basis der radiologischen Befunde eine Gesichtsrekonstruktion des Mannes angefertigt. Diese wurde zusammen mit seinen Überresten in den Jahren 2002 bis 2005 im Forum des Niedersächsischen Landesmuseums und später im Canadian Museum of Civilization in Hull (Gatineau, Quebec), im Glenbow Museum in Calgary und im Drents Museum in Assen gezeigt. Seither befindet sich der „Rote Franz“ wieder in der Obhut des Niedersächsischen Landesmuseums in Hannover.

## Befunde
Die Moorleiche von Neu Versen wurde anscheinend unbekleidet in der Übergangsschicht vom Weiß- und Schwarztorf in etwa 50 cm Tiefe gefunden. Sie lag auf dem Rücken in west-östlicher Ausrichtung, mit dem Kopf in Richtung Westen und dem Gesicht nach oben. Bei der Auffindung und Bergung wurde die Leiche durch Spatenstiche an den Beinen beschädigt, wobei vor allem die Langknochen zahlreiche glatte Durchtrennungen erlitten. Die Haut der Leiche war nach Aussage der Finder bei der Entdeckung noch fast vollständig erhalten und hatte eine schwarzbraune Farbe. Jetzt fehlen größere Teile vor allem im Bereich der unteren Körperregion. Die erhaltene Haut hat eine zähe, lederartige Struktur und ist ebenfalls von brauner bis schwarzer Farbe.
Bei der Leiche wurden weder Kleidung noch Ausrüstungsgegenstände dokumentiert. Ob das im Jahre 1901 in vier Metern Entfernung zur Leiche gefundene und gleich wieder entsorgte Stoffstück in einer direkten Beziehung zu dem Fund des Mannes von Neu Versen steht, lässt sich nicht mehr klären. Ob der Mann jedoch nackt ins Moor gelangte, lässt sich nicht bestätigen, da eine möglicherweise vorhandene Bekleidung aus Leinengewebe im sauren Moormilieu vergangen sein könnte.

### Medizinische Befunde

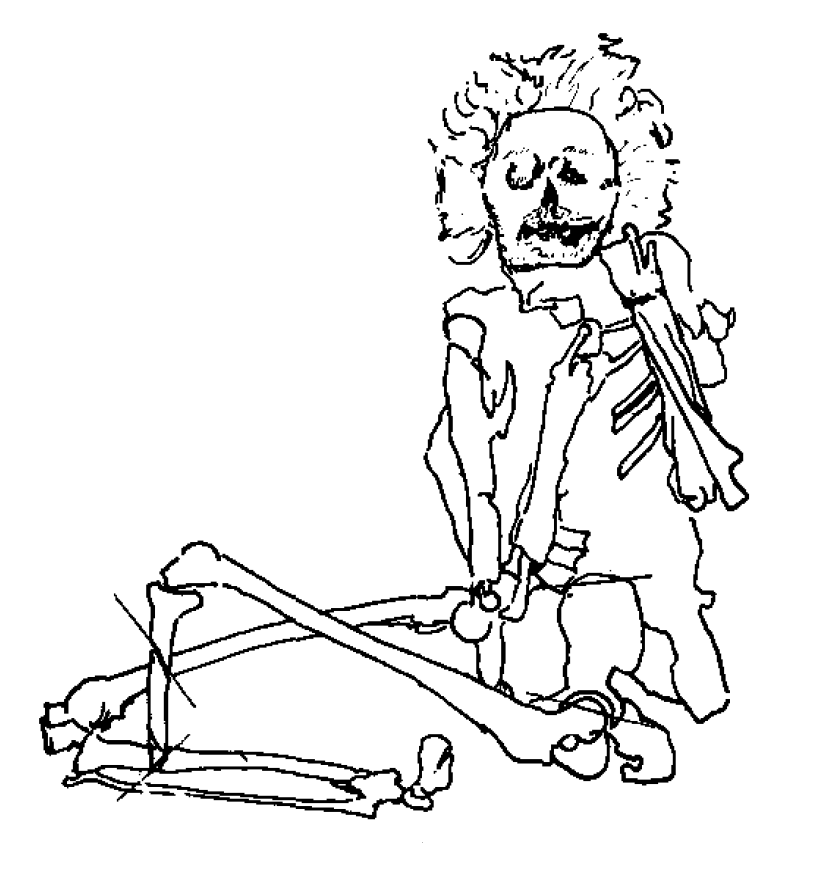
Zeichnerische Darstellung des Mannes von Neu Versen in Fundlage. Die geraden Striche markieren die Verletzungen durch den Torfspaten

Bei der Leiche handelt es sich nach neuesten gerichtsmedizinischen Untersuchungen um einen etwa 25–32 Jahre alten und gesunden Mann. Die Geschlechtsbestimmung als männlich konnte durch den deutlichen Bartwuchs, vorhandene Reste des Scrotumlappens sowie aufgrund der Becken- und Schädelmerkmale zweifelsfrei bestätigt werden. Die bei der Auffindung noch 165 cm messende Leiche ist durch die Trocknung auf gegenwärtig 146 cm geschrumpft. Zu Lebzeiten hatte der Mann von Neu Versen mit 180 bis 185 Zentimetern eine für seine Zeit überdurchschnittliche Körpergröße. Bis auf die Beschädigungen durch die Bergung zeigt sein Skelett keine Arthrose oder sonstige krankheits- oder mangelernährungsbedingten Veränderungen. Lediglich ein Lendenwirbel (LW 2) weist einen kleinen Osteophyt auf, der jedoch nicht krankhaft war und zu Lebzeiten keine Beeinträchtigung bedeutete. Beide Oberschenkelköpfe zeigen deutliche Reiterfacetten, die im Zusammenhang mit entsprechend stark ausgebildeten Muskelansatzmarken der vorderen Oberschenkelmuskel darauf schließen lassen, dass der Mann von Neu Versen lange Zeit seines Lebens geritten ist. Sein rechtes Schlüsselbein weist eine verheilte Fraktur auf, die vermutlich mit einer 2002 entdeckten Läsion im rechten Schultergelenk in Verbindung steht. Diese Verletzungen erlitt der Mann vermutlich durch einen Speer- oder Pfeiltreffer mit einem anschließenden Sturz vom Pferd. Beide Verletzungen waren jedoch relativ gut verheilt, hatten aber möglicherweise eine leicht nach vorne gebeugte Schulterhaltung zur Folge. Sein gut ausgeformtes Gebiss ist vollständig, war karies- und parodontosefrei und zeigt keine Veränderungen infolge von Beschädigungen oder Abnutzung. Durch die lange Lagerung im sauren Moormilieu sind die Zähne entkalkt, wirken deutlich kleiner und die Dentinschichten haben eine braune bis schwarze Farbe angenommen. Einige Zähne sind post mortem ausgefallen und wurden bei früheren Bearbeitungen teilweise an falscher Stelle wieder in das Gebiss eingesetzt. Im unteren Oberkörper erhielten sich weiße Organreste, die aufgrund der Form und Lage als Leber identifiziert wurden. Bereits bei der Auffindung fehlten der Leiche beide Ohren, was in der Vergangenheit zu Diskussionen führte, ob sie dem Mann vor seinem Tode abgeschnitten wurden. Höchstwahrscheinlich geht deren Fehlen aber auf Tierfraß unmittelbar nach dem Tode zurück, noch bevor die Leiche vollständig vom Moor umschlossen wurde.

### Frisur
Durch die besonderen Erhaltungsbedingungen für organisches Material im Moorboden haben sich an Kopf und Rumpf der Moorleiche die Weichteile und die Haut teilweise erhalten, auch Kinn-, Lippen- und Backenbart sowie Kopf- und Schamhaare sind noch vorhanden. Seine Haare waren wellig bis leicht lockig und sind durch die lange Lagerung im Moorwasser rotbraun verfärbt, was ihm den Spitznamen „Roter Franz“ einbrachte. Die ursprüngliche Haarfarbe wird aufgrund der unter dem Mikroskop sichtbaren dunklen Markstränge der Haare als blond oder rot angenommen. Die etwa 18 bis 20 cm langen Haare auf dem Oberkopf trug der Mann von Neu Versen zu einem Mittelscheitel gekämmt, wohingegen sie im Stirn- und Schläfenbereich auf etwa 11 cm eingekürzt waren. Die Haare der Seiten und des Nackens hatte er bis in Höhe des Haarwirbels gleichmäßig auf 7,5 mm, zu einer heute als Undercut bezeichneten Frisur, geschoren. An seiner Stirn zeichnet sich eine beginnende leichte Stirnglatze ab. Sein dichter Kinn- und Wangenbart war mit einer scharfen Klinge auf sieben bis acht Millimeter gekürzt und sein Oberlippenbart an den Seiten auf eine Länge von 15 mm und in der Mitte deutlich kürzer gestutzt.

### Todesursache
Ein Einschnitt auf der linken Halsseite mit einer korrespondierenden kleineren Hautverletzung oberhalb des linken Schlüsselbeins deutet an, dass der Mann durch einen Halsschnitt getötet wurde, der nach Ansicht der Ärzte und Gerichtsmediziner die Verletzung größerer Blutgefäße im Hals zur Folge hatte. Daraus ergeben sich zwei mögliche Szenarien:
1. Der Mann von Neu Versen wurde als germanisches Menschenopfer mit einem Schnitt durch die Kehle getötet und anschließend im Moor versenkt. Die Lage der Leiche wäre zumindest für ein Menschenopfer ungewöhnlich. Menschenopfer wurden meist, wie z. B. der Tollund-Mann, sorgfältig im Moor niedergelegt, als würden sie schlafen. Der Mann von Neu Versen lag jedoch mit dem Gesicht nach oben, den Hals zurückgebogen und die Beine angezogen nach rechts gedreht.
2. Es könnte sich bei dieser Moorleiche um das Opfer eines Raubmords handeln. Die Verformung der Oberschenkelknochen lässt auf eine langjährige Tätigkeit als Reiter, die verheilten Verletzungen auf Kriegshandlungen schließen. Somit könnte der „Rote Franz“ auch ein germanischer Reiterkrieger gewesen sein, der in den Diensten einer römischen Auxilia stand. Ein solcher Mann hätte neben einem Pferd wertvolle Waffen und wahrscheinlich aufwändige Kleidung besessen und könnte daher ein lohnendes Ziel für einen Überfall gewesen sein. Gestützt wird diese Theorie durch die 1957 von Hayen analysierte Verteilung der einzelnen Pollenarten an der Leiche, die darauf hindeuten, dass der Mann nicht in einem feuchten Moor versenkt oder eingegraben wurde, sondern eilig in einer Schlenke im Moor deponiert wurde, in der er noch einige Zeit offen lag, bevor er endgültig vom Moor eingeschlossen wurde. Dies ist möglicherweise auch eine Ursache für den schlechteren Erhaltungszustand der unteren Körperhälfte und das Fehlen der beiden Ohren. Die hockerähnliche Haltung des Toten deutet auf eine mögliche Fesselung mit Seilen aus Pflanzenmaterial hin, die im Moor vergangen sind.

### Datierung
Die von den Findern beobachtete Lage im Übergang von Schwarz- zum Weißtorf deutete nach Ansicht der Archäobotaniker Anfang des 20. Jahrhunderts auf eine Datierung in die ersten Jahrhunderte nach Chr. hin. Die in den 1930er Jahren erfolgten pollenanalytischen Untersuchungen von Torfproben aus der Leiche und dem Fundplatz ergaben einen Todeszeitpunkt zwischen 1 und 200 n. Chr. Eine 14C-Datierung aus dem Jahre 1995 einiger Kopfhaare aus dem Nachlass von Alfred Dieck, einer möglicherweise unsicheren Quelle, konnte den Todeszeitpunkt auf die 2. Hälfte des 3. Jahrhunderts näher eingrenzen. Diese Datierung konnte jedoch durch eine aktuellere 14C-AMS-Analyse in den Zeitraum zwischen 135 und 385 n. Chr. bestätigt werden.